# Grabstein für Hans Fraunberger vom Haag

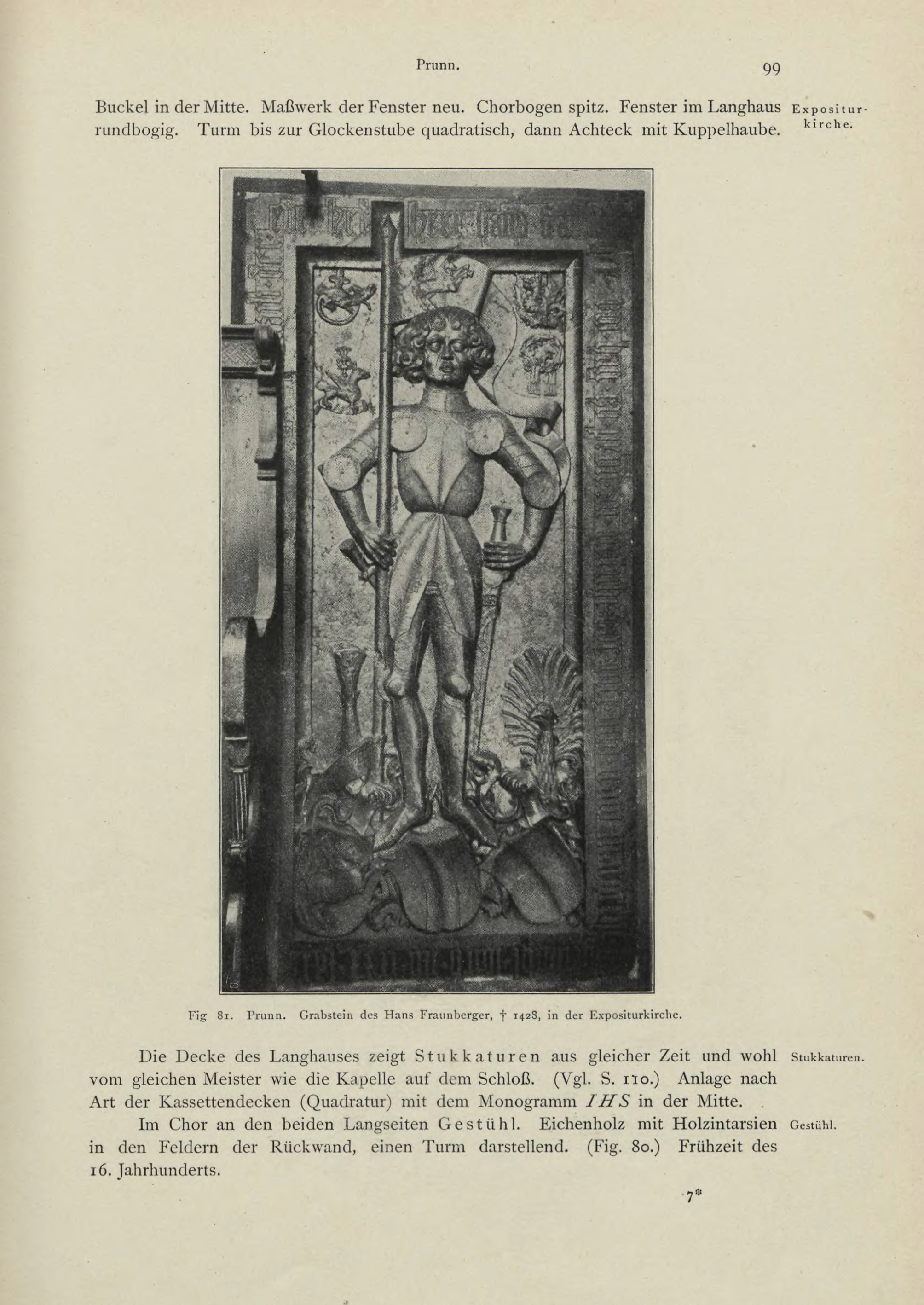
Der Grabstein um 1908 (Foto aus Die Kunstdenkmäler des Königreichs Bayern)

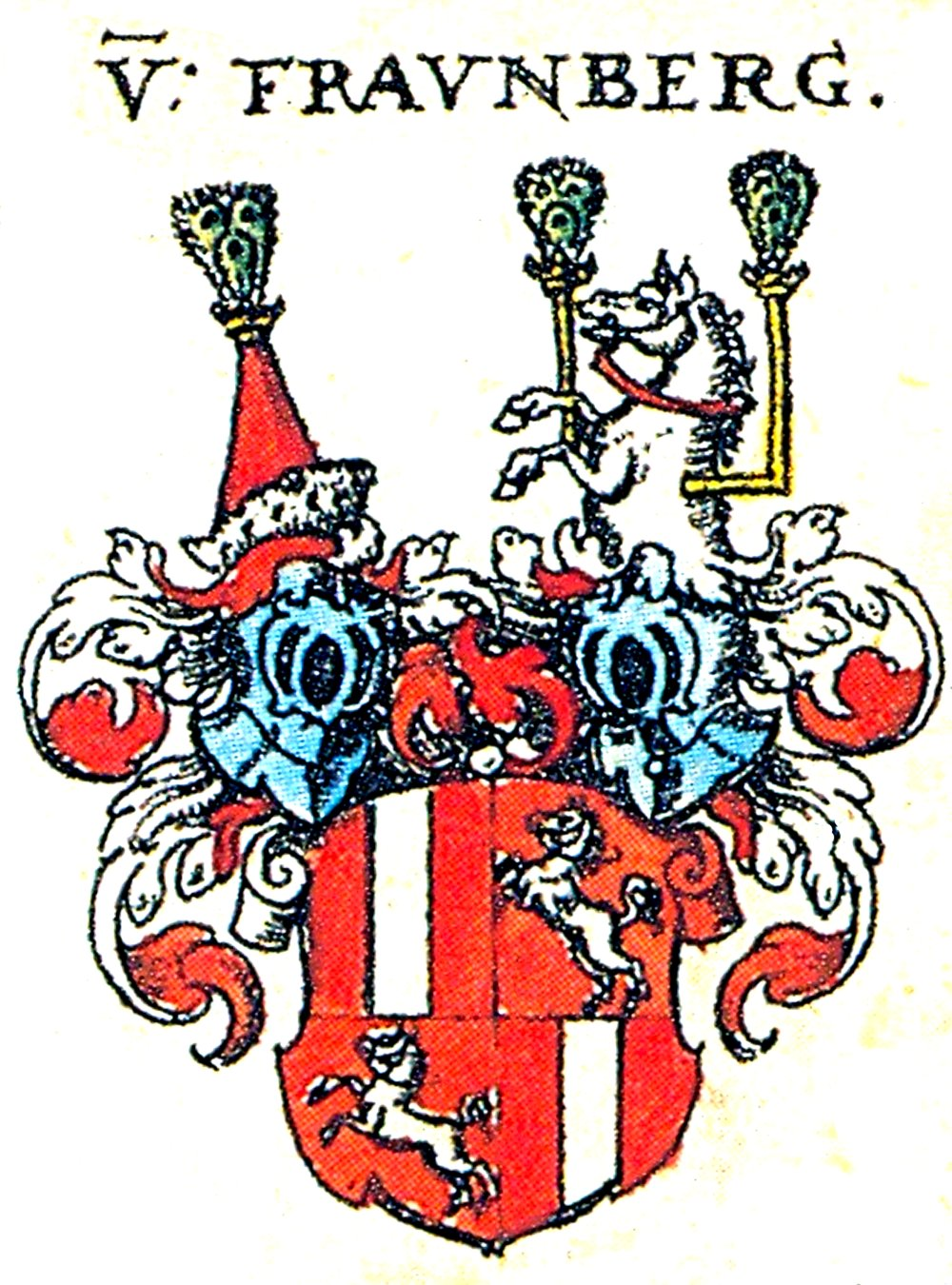
Gemehrtes freiherrliches Wappen derer von [und zu] Fraunberg aus Johann Siebmachers Wappenbuch, 1605

Der Grabstein für Hans Fraunberger vom Haag in der katholischen Kirche Unsere Liebe Frau in Prunn, einem Stadtteil von Riedenburg im niederbayerischen Landkreis Kelheim, wurde um 1428 geschaffen. Der Grabstein aus Rotmarmor ist als Teil der Kirchenausstattung ein geschütztes Baudenkmal.
Der Grabstein für Hans Fraunberger vom Haag († 1428)  mit ganzfigurigem Relief des Verstorbenen in vollem Harnisch ist eine Regensburger Arbeit. Neben dem Haupt sind die Insignien von vier Ritterorden zu sehen: In der oberen Reihe der Lindwurm- und Drachenorden, in der unteren der aragonische Kannen- und Mäßigkeitsorden und der brandenburgische Schwanenorden.

Die Umschrift in gotischer Minuskel lautet: 

„anno dni mcccc vnd in dem acht und zwenzigisten jar starb der edel her herr hans fravnberger czw hag prvn an mitiche vor viti vnd fraw margreth sei gemahl starb im ixxx iarr“

Zu Füßen sind zwei Wappen zu sehen: In der Mitte das Frauenbergische Stammwappen, seitlich die Wappen der zwei Frauen des Verstorbenen, einer Schenk von Geyern und einer Fraunberger vom Haag.